# Muiria iridescens
Muiria iridescens är en insektsart som beskrevs av Frederick Arthur Godfrey Muir 1917. Muiria iridescens ingår i släktet Muiria och familjen Derbidae. Inga underarter finns listade i Catalogue of Life.